# Maguindanao
Maguindánao é um província de  primeira classe de renda da província (d) na região Bangsamoro (BARMM), nas Filipinas. De acordo com o censo de 1 de maio  de  2020 possui uma população de 1 667 258 pessoas e 287 284 domicílios.
A sua capital é Buluan.

## Subdivisões
Municípios
- Ampatuan
- Barira
- Buldon
- Buluan
- Datu Abdullah Sangki
- Datu Anggal Midtimbang
- Datu Blah T. Sinsuat
- Datu Hoffer Ampatuan
- Datu Montawal
- Datu Odin Sinsuat
- Datu Paglas
- Datu Piang
- Datu Salibo
- Datu Saudi Ampatuan
- Datu Unsay
- General Salipada K. Pendatun
- Guindulungan
- Kabuntalan
- Mamasapano
- Mangudadatu
- Matanog
- Kabuntalan do Norte
- Pagalungan
- Paglat
- Pandag
- Parang
- Rajah Buayan
- Shariff Aguak
- Shariff Saydona Mustapha
- Upi do Sul
- Sultan Kudarat
- Sultan Mastura
- Sultan sa Barongis
- Talitay
- Talayan
- Upi

Cidade
- Cidade do Cotabato